# Sport West FC
Sport West FC, también conocido como Club Deportivo Vista Alegre, es un equipo de fútbol panameño, durante varias temporadas jugó en campeonatos de segundo nivel y actualmente juega a nivel amateur después de ser desafiliado en 2017.Tienen su sede en Vista Alegre, Arraiján, pero suelen jugar sus partidos de local en el Estadio Agustín Sánchez de La Chorrera.

## Historia

### Deportivo El Tecal
El equipo era conocido como Deportivo El Tecal de Vacamonte y ascendió a la Liga Nacional de Ascenso (LNA) como parte de la expansión de la liga para la temporada 2009 como subcampeón de la temporada 2009 de la Copa Rommel Fernández (que perdió 5 –4 al Millenium FC). Ganaron su primer partido de la LNA 4-0 contra el Deportivo Génesis el 30 de agosto de 2009.

### Deportivo Vista Alegre
Para la temporada 2013-14, el equipo pasó a llamarse Club Deportivo Vista Alegre. El club es un esfuerzo conjunto de la comunidad y la iglesia para ayudar a la juventud local y el presidente es el ex pastor Leovaldo Zurita.

### Sport West FC
Para la temporada 2016, el nombre del equipo se cambió nuevamente a Sport West FC; además de terminar 9° en el Ascenso LPF Apertura 2017, el equipo no pudo participar en la temporada del Ascenso LPF Clausura 2017, ya que no cumplieron con la documentación y reglamentos necesarios de FIFA, así como por CONCACAF para competir como un equipo de fútbol profesional, y fue enviado al nivel de la liga de fútbol amateur del distrito local. También los equipos de Panama Viejo FC y New York FC fueron afectados por la misma resolución.